# Kuala Kubu Bharu

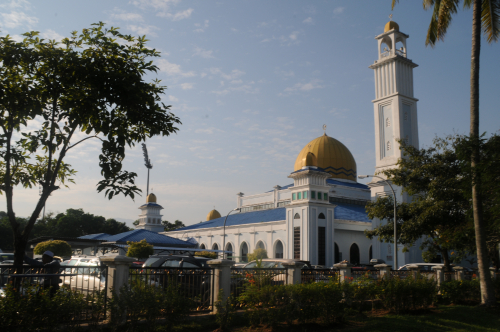
Masjid Ar Rahimah i Kuala Kubu Bharu

Kuala Kubu Bharu (även känd som Kuala Kubu Baru, Kuala Kubu Bahru eller Kuala Kubu Baharu) är den administrativa huvudorten för distriktet Hulu Selangor, i delstaten Selangor i västra Malaysia. Staden byggdes på en kulle efter att byn Kuala Kubu förstördes i en översvämning 1883. Befolkningen uppgick till 18 861 invånare vid folkräkningen 2000.